# Конрад Гічлер
Ернст Конрад Гічлер (нім. Ernst Konrad Hitschler; 21 грудня 1896, Цвайбрюккен — 20 лютого 1945, Будапешт) — офіцер поліції, группенфюрер СС і генерал-лейтенант поліції.

## Біографія
25 серпня 1914 року вступив в Баварський піхотний полк.
Учасник Першої світової війни; лейтенант (з 11 жовтня 1915 року). У 1919 році демобілізований і 1 лютого 1920 року вступив на службу в Баварську земельну поліцію, а в 1925 році переведений в жандармерію.
1 травня 1933 року вступив у НСДАП (квиток № 3 268 486). При створенні Головного управління поліції порядку (HAOrPo) був призначений начальником групи в складі Командного управління.
Під час Польської кампанії (і до липня 1940 року) командував 682-м моторизованим батальйоном польової жандармерії. З 14 липня 1940 року керівник групи навчальних матеріалів Командного управління HAOrPo.
З 1-го по 8-е вересня 1940 командир «Поліцейської дивізії».
20 квітня 1941 року квітня вступив у СС (SS-Nr. 405 896). З жовтня 1941 року інспектор жандармерії, одночасно в травні-червні 1943 року командував навчальним поліцейським полком «Оранієнбург».
У червні 1943 року призначений командувачем поліцією порядку області «Чорне море» (зі штаб-квартирою в Сімферопале).
З 9 жовтня 1944 командувач поліцією порядку в Угорщині.
Загинув в бою 20 лютого 1945 року в Будапешті.

## Звання
- Фанен-юнкер (1915)
- Лейтенант (11 жовтня 1915)
- Лейтенант земельної поліції (1 лютого 1920)
- Обер-лейтенант земельної поліції (червнень 1923)
- Гауптман (капітан) поліції (березень 1925)
- Майор поліції (листопад 1935)
- Оберст (полковник) поліції (1 листопада 1937)
- Оберштурмбаннфюрер СС (20 квітень 1941)
- Штандартенфюрер СС (21 грудня 1941)
- Бригадефюрер СС і генерал-майор поліції (20 квітня 1944)
- Группенфюрер СС і генерал-лейтенант поліції (30 січня 1945)

## Нагороди
- Залізний хрест 2-го і 1-го класу
- Почесний хрест ветерана війни з мечами
- Хрест Воєнних заслуг 2-го і 1-го класу з мечами
- Відзнака для східних народів 2-го класу в сріблі
- Йольський свічник
- Кільце «Мертва голова»